# 客卿
客卿（かくけい）は、中国戦国時代に秦で用いられた古代の官名の一つ。他国の者でありながら秦の高官の地位に就いた者に与えられた官名であり、位置的には左庶長と同等であったとされる。